# Musée des traditions et des vieux outils
Le musée des traditions et des vieux outils ou musée de La Pandelle, situé dans la commune de Soustons, dans le département français des Landes, est un musée rassemblant des milliers d'outils et autres objets témoignant des métiers anciens.

## Présentation

### L'édifice
Le musée expose sa collection dans un bâtiment datant du second Empire. La propriété appartient à une riche famille soustonnaise jusqu'en 1972, date à laquelle elle est vendue à la commune de Soustons. La commune souhaite y implanter les locaux de la mairie mais le projet est abandonné. De 1984 à 1997, La Pandelle héberge l'escadron de Gendarmerie chargé de la protection de l'ancien président de la république François Mitterrand lors de ses séjours dans sa résidence de Latche. Enfin, en juillet 1999, Soustons inaugure le musée de La Pandelle.

### La collection
La majorité des objets exposés provient de la collection privée de Gérard Séprit, qu'il vend en 1999 à la ville de Soustons. Environ 800 vieux outils sont alors recensés. Par la suite, de nombreux donateurs apportent plus de 300 outils appartenant à différents corps de métiers. Aujourd'hui, 950 pièces sont exposées et une centaine est en cours de rénovation afin de faire revivre ces objets.
Le musée est composé d'une entrée et de trois salles. Les outils y sont répartis selon différents thèmes. Les plus imposants sont exposés dans l'entrée. Dans la salle n° 1 sont exposés les outils servant aux travaux de la campagne. La salle n°2 regroupe les outils utilisés par les artisans et la dernière salle les outils servant au gemmage (récolte de la résine des pins).
La Pandelle est inscrit sur l'inventaire des sites pittoresques du département des Landes par arrêté du secrétaire d'État à la culture le 30 octobre 1975.